# Burnin' Up

Burnin'Up est une chanson écrite, composée et interprétée par les Jonas Brothers. Ils ont fait une tournée appelée Burnin'Up avec Demi Lovato. Le clip a été tourné avec l'artiste Selena Gomez.